# L’Éguille
L’Éguille ist eine westfranzösische Gemeinde mit 909 Einwohnern (Stand: 1. Januar 2022) im Département Charente-Maritime in der Region Nouvelle-Aquitaine. Sie gehört zum Arrondissement Saintes und zum Kanton Saujon. Die Einwohner werden Éguillais genannt.

## Lage
L’Éguille liegt in der alten Kulturlandschaft der Saintonge etwa vier Kilometer nordwestlich von Saintes am Seudre. Umgeben wird L’Éguille von den Nachbargemeinden Le Gua im Norden und Osten, Saujon im Südosten, Saint-Sulpice-de-Royan im Süden und Südwesten sowie Mornac-sur-Seudre im Westen.

## Bevölkerungsentwicklung
| Jahr                       | 1962 | 1968 | 1975 | 1982 | 1990 | 1999 | 2008 | 2019 |
| Einwohner                  | 755  | 767  | 660  | 670  | 722  | 758  | 870  | 876  |
| Quellen: Cassini und INSEE |      |      |      |      |      |      |      |      |

## Sehenswürdigkeiten

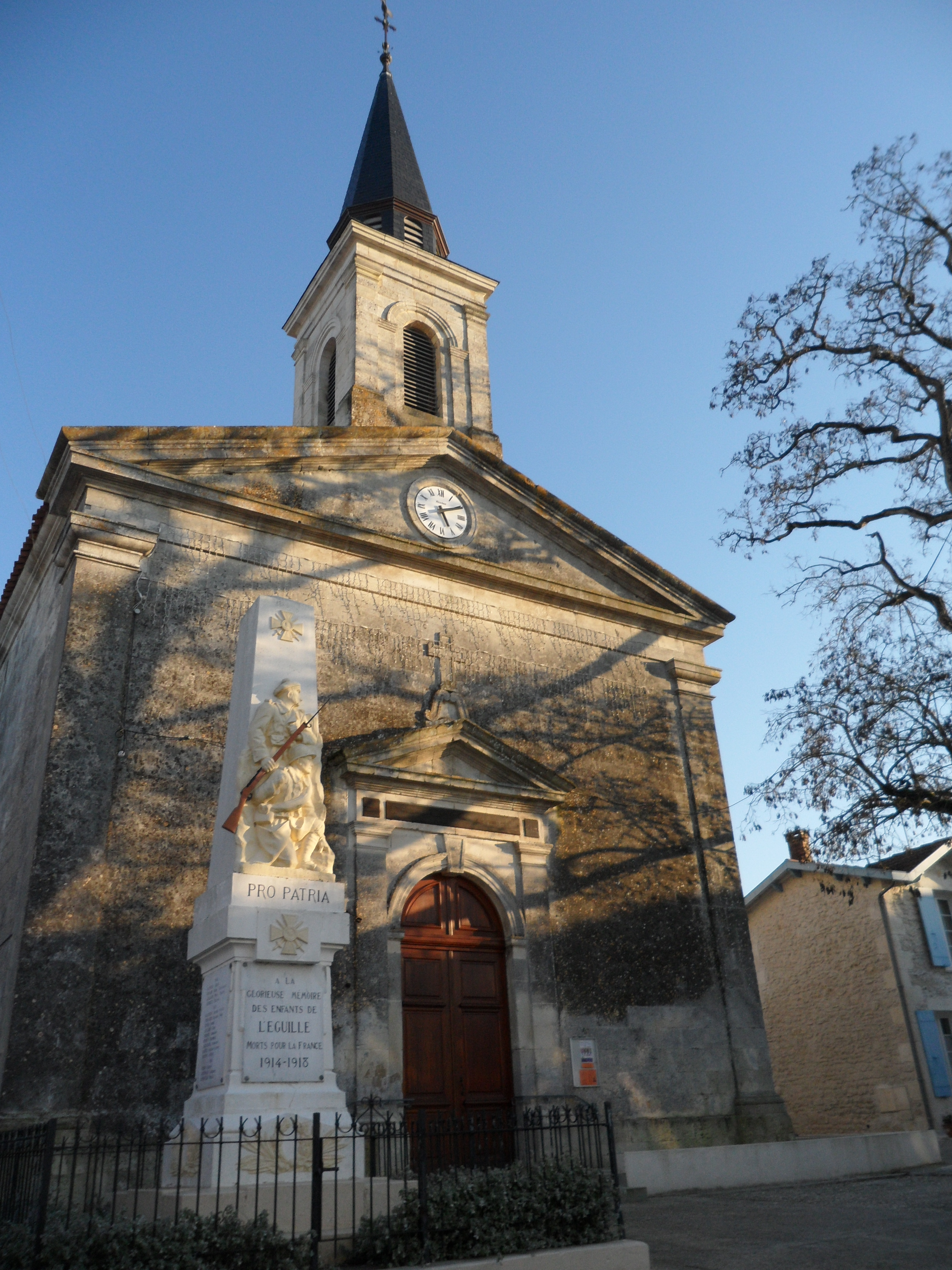
Kirche Saint-Martin

- Kirche Saint-Martin, 1845 erbaut
- Protestantische Kirche

## Persönlichkeiten
- Pierre Beuffeuil (* 1934), Radrennfahrer